# Jørgen Vodsgaard
Jørgen Vodsgaard (Feldinbjerg, 22 de octubre de 1942) fue un jugador de balonmano danés. Fue un componente de la Selección de balonmano de Dinamarca.
Con la selección logró la medalla de plata  en el Campeonato Mundial de Balonmano Masculino de 1967, la primera en la historia del balonmano danés. Además, participó en los Juegos Olímpicos de Múnich 1972. Jugó en el equipo de balonmano danés del Aarhus GF.
De su vida, también destaca el haber sido el cofundador de la marca deportiva danesa 
Hummel.

## Clubes
- Aarhus GF